# Hardloop4daagse
De Hardloop4daagse was een jaarlijks terugkerend evenement, bestaande uit een hardloopwedstrijd van 60 en 100 kilometer, gelopen in respectievelijk vier en zes etappes, beginnende op de vrijdagavond voor Pinksteren tot en met Pinkstermaandag. De etappes werden in en buiten Apeldoorn gelopen. Het evenement kreeg in de loop der jaren een internationaal karakter door deelname uit Duitsland, België en Frankrijk.

## Geschiedenis
Het was in het voorjaar van 2000 dat een aantal atleten bij elkaar kwamen om hun belevingen van meerdaagse wedstrijden in het buitenland met elkaar uit te wisselen. Iedereen was hierover zo enthousiast, dat unaniem besloten werd dat een dergelijk evenement ook in Nederland op de loopkalender moest komen.
Een van de drijfveren was het idee, om de atleten nader tot elkaar te brengen. De loopsport is een individuele sport. Atleten komen bij elkaar voor een wedstrijd en gaan na de prijsuitreiking weer naar huis. Een meerdaagse wedstrijd brengt de atleten nader tot elkaar, omdat ze elkaar gedurende meerdere dagen zien en spreken.
Gedurende de rest van het jaar werd er geregeld gebrainstormd. Uiteindelijk werd er besloten om een vierdaagse wedstrijd tijdens het pinksterweekend te organiseren, waarin de atleten 100 km in zes etappes of 60 km in vier etappes moesten afleggen. Tevens zou een van de etappes een individuele tijdloop worden. Voor deze tijdloop konden ook losse lopers zich inschrijven die niet met de andere etappes meededen. Verder zou er een overnachtingplaats voor de atleten gecreëerd worden en een pasta party georganiseerd worden.
Het hele jaar 2001 werd gebruikt om deze ideeën uit te werken. Uiteindelijk resulteerde dit alles erin, dat tijdens het pinksterweekend van 2002 de eerste editie van de Hardloop4daagse van start ging.
In 2016 vond de laatste editie plaats.

## Statistieken

### Aantal finishers
| Jaar | 100 km | 60 km | Estafette | Totaal | Aantal inschrijvingen |
| ---- | ------ | ----- | --------- | ------ | --------------------- |
| 2016 | 76     | 129   | 11        | 216    | 234                   |
| 2015 | 65     | 107   | 8         | 180    | 206                   |
| 2014 | 50     | 99    | 8         | 157    | 188                   |
| 2013 | 83     | 125   | 12        | 220    | 258                   |
| 2012 | 53     | 130   | 7         | 190    | 226                   |
| 2011 | 79     | 152   | 5         | 236    | 275                   |
| 2010 | 70     | 132   | 6         | 208    | 258                   |
| 2009 | 48     | 145   | 8         | 201    | 246                   |
| 2008 | 47     | 117   | -         | 164    | 223                   |
| 2007 | 53     | 106   | -         | 159    | -                     |
| 2006 | 72     | 126   | -         | 198    | 212                   |
| 2005 | -      | -     | -         | -      | 198                   |
| 2004 | -      | -     | -         | -      | 191                   |

### 100 km winnaars
| 2016                                       | Zac Freudenburg   | Nederland | 5:41:57 *1 | Irene Kalter          | Nederland | 7:39:00    |
| 2015                                       | Zac Freudenburg   | Nederland | 5:47:11    | Lydia Doornbos        | Nederland | 7:33:32    |
| 2014                                       | Zac Freudenburg   | Nederland | 5:43:29    | Ilonka van den Hengel | Nederland | 7:28:02    |
| 2013                                       | David Hemstede    | Nederland | 5:53:34    | Irene Kalter          | Nederland | 7:27:18    |
| 2012                                       | Bas Mekking       | Nederland | 6:15:24    | Polly Nkambi          | Nederland | 7:25:04    |
| 2011                                       | Mark Huisman      | Nederland | 6:19.08    | Polly Nkambi          | Nederland | 7:15.28    |
| 2010                                       | Mark Huisman      | Nederland | 6:21.48    | Inge Smit             | Nederland | 8:05.53    |
| 2009                                       | Tonnie Stouten    | Nederland | 6:09.03    | Carla Beurskens       | Nederland | 7:24.29    |
| 2008                                       | Ronnie Duinkerken | Nederland | 6:06.31 *2 | Janna Brand           | Nederland | 7:11.11 *2 |
| 2007                                       | Ronnie Duinkerken | Nederland | -          | Janna Brand           | Nederland | -          |
| 2006                                       | Wouter Hamelinck  | België    | 6:18.00    | Carla Beurskens       | Nederland | 6:56.18 *1 |
| 2005                                       | Jan Winters       | Nederland | -          | Carla Beurskens       | Nederland | -          |
| 2004                                       | Tonnie Stouten    | Nederland | -          | Eva Heithoff          | Duitsland | -          |
| 2003                                       | Arend Ramaker     | Nederland | -          | Eva Heithoff          | Duitsland | -          |
| 2002                                       | Arend Ramaker     | Nederland | -          | Majet Spoelder        | Nederland | -          |
| * 1 = parcoursrecord * 2 = zonder tijdloop |                   |           |            |                       |           |            |

### 60 km winnaars
| 2016                                       | Erik Sanders        | Nederland | 3:31:49    | Heleen Plaatzer | Nederland | 3:59:15    |
| 2015                                       | Gert-Jan Liefers    | Nederland | 3:32:51    | Irene Kalter    | Nederland | 4:15:00    |
| 2014                                       | Gert-Jan Liefers    | Nederland | 3:33:18    | Irene Kalter    | Nederland | 4:30:35    |
| 2013                                       | Erik Sanders        | Nederland | 3:25:08 *1 | Heleen Plaatzer | Nederland | 3:55:15    |
| 2012                                       | Erik Sanders        | Nederland | 3:32:31    | Liesbeth Oud    | Nederland | 4:29:35    |
| 2011                                       | Gaby van Caulil     | Nederland | 3:35:52    | Heleen Plaatzer | Nederland | 3:45.46 *1 |
| 2010                                       | Bas Mekking         | Nederland | 3:38.51    | Heleen Plaatzer | Nederland | 3:59.18    |
| 2009                                       | Gaby van Caulil     | Nederland | 3:37.22    | Heleen Plaatzer | Nederland | 3:57.37    |
| 2008                                       | Jan Scheenstra      | Nederland | 3:10.19 *2 | Heleen Plaatzer | Nederland | 3:42.05 *2 |
| 2007                                       | Jan Scheenstra      | Nederland | 3:35.25    | Heleen Plaatzer | Nederland | 4:00.07    |
| 2006                                       | Melchior van de Pol | Nederland | 3:36.50    | Heleen Plaatzer | Nederland | 4:17.49    |
| 2005                                       | Jan Scheenstra      | Nederland | -          | Anette Voets    | Nederland | -          |
| 2004                                       | Ronald Derksen      | Nederland | -          | Grada Boschker  | Nederland | -          |
| 2003                                       | Thomas Drossler     | Duitsland | -          | Mirjam Kers     | Nederland | -          |
| 2002                                       | Thomas Drossler     | Duitsland | -          | Loes Ribbink    | Nederland | -          |
| * 1 = parcoursrecord * 2 = zonder tijdloop |                     |           |            |                 |           |            |

## Parcours
| 1                         | 17,1 | 60 en 100 km | Sportpark Orderbos - Asselsestraat - Telefoonweg - Pomphulweg - "Bospad" - Amersfoortseweg - J.C. Wilslaan - Soerense weg - Lammertspad - Asselsestraat - Sportpark Orderbos               |
| 2                         | 20,4 | 100 km       | Bos en heide paden in natuurgebied "Het Leesten" |
| 3                         | 14,6 | 60 en 100 km | Bos en heide paden in natuurgebied "Loenermark" |
| 4 *1                      | 8,4  | 60 en 100 km | Bospaden in Natuurpark Berg & Bos |
| 5                         | 19,1 | 100 km       | Bos en heide paden in het gebied rond Hoog Buurlo en het Ugchelsche Bosch |
| 6                         | 20,2 | 60 en 100 km | Kasteel De Cannenburch in Vaassen - Elspeterweg - Koninklijke Houtvesterij Het Loo - Enkhoutweg - Niersenseweg - Wieselseweg - Elspeterweg - Kruisjesdal - Asselsepad - Sportpark Orderbos |
| *1 = individuele tijdloop |      |              | |